# Emmerich Schrenk
Emmerich Schrenk (* 2. November 1915
in Wien; † 2. Oktober 1988 ebenda) war ein österreichischer Schauspieler und Hörspielsprecher.

## Leben
Emmerich Schrenk lernte sein schauspielerisches Handwerk am Wiener Max-Reinhardt-Seminar. Es folgten Theaterengagements an verschiedenen Wiener Bühnen.

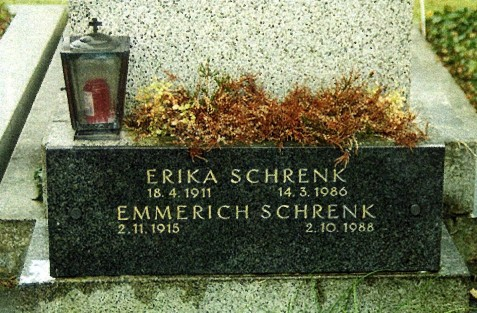
Grabstätte von Emmerich Schrenk

1949 gab er in dem Kriegsfilm Duell mit dem Tod sein Filmdebüt.
 Seinen schauspielerischen Durchbruch erlangte er fünf Jahre später mit seiner Rolle im Kriegsfilm 08/15. In der Verfilmung von Hans Hellmut Kirsts gleichnamigem Roman verkörperte Schrenk den Hauptwachtmeister Schulz, der zusammen mit „Schleifer“ Platzek (Hans Christian Blech) die jungen Rekruten (verkörpert von Joachim Fuchsberger, Peter Carsten und Paul Bösiger) mit seinen Aggressionen und Schikanen drangsaliert, während ihm seine Ehefrau (Helen Vita) in der Dienstwohnung Hörner aufsetzt.
Nach dem beträchtlichen Erfolg des Films spielte Schrenk auch in den beiden Fortsetzungen, 08/15 – Im Krieg und 08/15 – In der Heimat mit, wobei der schließlich zum Hauptmann beförderte Schulz deutlich an positiven Facetten gewinnt. In der Folgezeit wurde Schrenk immer wieder mit dem 08/15-Spieß assoziiert, obwohl er nur noch selten in Kriegsdramen mitwirkte. Daneben spielte er in Heimatfilmen wie Wo der Wildbach rauscht, Der Orgelbauer von St. Marien und Der Wilderer vom Silberwald (mit Rudolf Lenz), Horror-Filmen wie Der Fluch der grünen Augen (mit Adrian Hoven) sowie dem mehrteiligen Historiendrama Der Winter, der ein Sommer war nach der Romanvorlage von Sandra Paretti. In Barras heute spielte er ein letztes Mal an der Seite seiner 08/15-Kollegen Joachim Fuchsberger und Peter Carsten.
In den 70er Jahren zog er sich weitgehend vom Film zurück. Einen letzten Auftritt hatte er 1982 neben Lukas Resetarits in der beliebten österreichischen Krimiserie Kottan ermittelt. Außerdem spielte er noch von 1979 bis 1982 bei den Jedermann-Aufführungen der Salzburger Festspiele den Hausvogt.
Emmerich Schrenk starb in seiner Heimatstadt Wien an Herzversagen.
Seine Grabstelle befindet sich auf dem Döblinger Friedhof (Gruppe 31, Reihe 8, Nummer 5) in Wien.

## Filmografie (Auswahl)
- 1949: Duell mit dem Tod
- 1951: Der fidele Bauer
- 1951: Der Fünfminutenvater
- 1952: Der Verschwender
- 1953: Der Bauernrebell
- 1954: 08/15
- 1955: 08/15 Zweiter Teil
- 1955: 08/15 in der Heimat
- 1956: Wo der Wildbach rauscht
- 1956: Der Jäger vom Roteck
- 1957: Der Wilderer vom Silberwald
- 1957: Der Pfarrer von St. Michael
- 1958: Unruhige Nacht
- 1958: Einmal noch die Heimat seh’n
- 1958: Das Mädchen mit den Katzenaugen
- 1958: U 47 – Kapitänleutnant Prien
- 1958: Blitzmädels an die Front
- 1958: Gefährdete Mädchen
- 1959: Arzt ohne Gewissen
- 1960: Frauen in Teufels Hand
- 1960: Ich heiße Robert Guiscard
- 1961: Lebensborn
- 1961: Der Orgelbauer von St. Marien
- 1962: Er kann’s nicht lassen
- 1962: Barras heute
- 1963: Die schwarze Kobra
- 1964: Der Fluch der grünen Augen
- 1965: DM-Killer
- 1965: St. Pauli Herbertstraße
- 1969: Donnerwetter! Donnerwetter! Bonifatius Kiesewetter
- 1972: Sie nannten ihn Krambambuli
- 1975: Maghrebinische Geschichten
- 1976: Der Winter, der ein Sommer war
- 1982: Kottan ermittelt: So long, Kottan!

## Hörspiele (Auswahl)
- 1952: Victor Reingruber: Das Testament des Herzogs von Otranto – Regie:Ludwig Standl (Hörspiel – RWR)
- 1953: Franz Molnar: Die Fee (Staatssekretär) – Bearbeitung und Regie: Otto Ambros (Hörspielbearbeitung – ORF Wien)
- 1960: Fritz Habeck: Baiser mit Schlag (der Kurier) – Bearbeitung und Regie: Alfred Hartner (Hörspielbearbeitung – ORF Wien)
- 1963: Aldous Huxley: Zwei oder drei Grazien (Dick Wilkes) – Regie: Ernst Schönwiese (Hörspielbearbeitung – ORF Wien)
- 1964: Franz Theodor Csokor: Pilatus (Apostel Simon) – Regie: Herbert Brunar (Original-Hörspiel – ORF Wien)
- 1967: Stephan Vajda: Löwe am Nachmittag (Löwe) – Regie: Friedrich Langer (Hörspiel – ORF Wien)
- 1967: Ernst Schnabel: Anne Frank – Spur eines Kindes (Gemüsemann) – Regie: Herbert Fuchs (Originalhörspiel, Dokumentarhörspiel – ORF Wien)
- 1968: Philip Levene: Terra Incognita. Hörspiel in 8 Teilen – Regie: Ferry Bauer (Originalhörspiel, Kriminalhörspiel, Science-Fiction-Hörspiel – ORF Oberösterreich)
- 1968: Peter von Tramin: Bürgerrecht (Kapitän) – Regie: Friedrich Langer (Hörspiel – ORF Wien)
- 1968: Miles Malleson, H. Brook: Sechs Männer von Dorset (Gutsherr) – Regie: Herbert Fuchs (Hörspielbearbeitung – ORF Wien)
- 1968: Rudolf Henz: Herr Job (Meier) – Regie: Friedrich Langer (Hörspiel – ORF Niederösterreich)
- 1969: Alexander Lernet-Holenia: Die Thronprätendenten (General Aguilar) – Bearbeitung und Regie: Hans Krendlesberger (Hörspielbearbeitung – ORF)
- 1970: Josef Martin Bauer: Reise in die Steiermark (Schinagl) – Regie: Friedrich Langer (Originalhörspiel, Mundarthörspiel – ORF Wien)
- 1970: Alexei Nikolajewitsch Tolstoi: Aelita – Regie: Hans Krendlesberger (Hörspielbearbeitung, Science Fiction-Hörspiel – ORF Wien)
- 1970: Ferdinand von Saar: Leutnant Burda (Oberst) – Regie: Hans Krendlesberger (Hörspielbearbeitung – ORF Wien)
- 1971: Peter Karvaš: Der Fall Podstawetz (Gewerkschaftsfunktionär) – Regie: Herbert Fuchs (Hörspiel – ORF Wien)
- 1974: Franz Schaudy: Der Herr Josef (Wachtmeister) – Regie: Dieter Dorner  (Hörspiel – ORF Wien)
- 1977: Ingeborg Drewitz: Ein kleiner Totentanz (Der Phantasiereiche) – Regie: Hans Krendlesberger (Originalhörspiel – ORF)
- 1978: Jan Rys: Wälder (ein Mensch) – Regie: Hans Krendlesberger (Hörspiel – ORF Wien)
- 1978: Graham Greene: Das Kellerzimmer (Wachtmeister) – Regie: Götz Fritsch (Hörspielbearbeitung – ORF Wien)
- 1977: Dezső Monoszlóy: Kurze Hose in Fesseln (Chauffeur) – Regie: Götz Fritsch (Hörspiel – ORF Wien)

Quelle: Ö1-Hörspieldatenbank